# Ричардсон, Уэс
Уэ́сли Х. «Уэс» Ри́чардсон (англ. Wesley H. «Wes» Richardson; 4 августа 1931, Stoughton, Саскачеван — 16 апреля 2011, Каилуа-Кона, Гавайи) — канадский кёрлингист.
Играл на позиции первого в команде «Всемирно известных Ричардсонов» (англ. World famous Richardsons), которую составляли четверо мужчин по фамилии Ричардсон — Эрни Ричардсон, его брат Гарнет (известен также как «Сэм») и двое их двоюродных братьев, Арнольд и Уэс. Они выиграли четыре из пяти первых чемпионатов мира по кёрлингу среди мужчин — в 1959, 1960, 1962 и 1963 годах (в чемпионате 1963 года Уэс не участвовал, получив травму накануне сезона 1962—63, на сезон его заменил Мел Перри). Стали первой мужской кёрлинг-командой в Канаде, выигравшей четыре чемпионата Канады. Выиграв чемпионат Канады 1959, стали (на тот момент) самой молодой по среднему возрасту командой-чемпионом.
В 2017 введён в Международный зал славы кёрлинга Всемирной федерации кёрлинга вместе со своими тремя партнёрами-родственниками по «команде Ричардсонов».
В 1968 введён (также вместе с командой) в Зал спортивной славы Канады (англ. Canadian Sports Hall of Fame) («команда Ричардсонов» была первой кёрлинг-командой, введённой в Зал спортивной славы Канады).
В 1973 введён (также вместе с командой) в Зал славы канадского кёрлинга.
Скончался от рака простаты в апреле 2011.

## Достижения
- Чемпионат мира по кёрлингу среди мужчин: золото (1959, 1960, 1962).
- Чемпионат Канады по кёрлингу среди мужчин: золото (1959, 1960, 1962), серебро (1964).

## Команды
| Сезон   | Четвёртый      | Третий            | Второй           | Первый        | Турниры           |
| ------- | -------------- | ----------------- | ---------------- | ------------- | ----------------- |
| 1958—59 | Эрни Ричардсон | Арнольд Ричардсон | Гарнет Ричардсон | Уэс Ричардсон | ЧК 1959 · ЧМ 1959 |
| 1959—60 | Эрни Ричардсон | Арнольд Ричардсон | Гарнет Ричардсон | Уэс Ричардсон | ЧК 1960 · ЧМ 1960 |
| 1961—62 | Эрни Ричардсон | Арнольд Ричардсон | Гарнет Ричардсон | Уэс Ричардсон | ЧК 1962 · ЧМ 1962 |
| 1963—64 | Эрни Ричардсон | Арнольд Ричардсон | Гарнет Ричардсон | Уэс Ричардсон | ЧК 1964           |

(скипы выделены полужирным шрифтом)